# 堯約斯區 (豪哈省)
12°27′50″S 75°55′24″W / 12.46389°S 75.92333°W
堯約斯區（西班牙語：Distrito de Yauyos），是秘魯的一個區，位於該國中部胡寧大區的豪哈省，始建於1965年1月29日，面積20.54平方公里，海拔高度3,410米，2005年人口9,570，人口密度每平方公里470人。